# Joaquín Valle Benítez
Joaquín Valle Benítez (Las Palmas de Gran Canaria, Canarias, España, 18 de abril de 1916 - ibídem, 23 de diciembre de 1980) fue un futbolista español. Se desempeñaba en posición de delantero. Es el máximo goleador de toda la historia del Olympique de Niza.
Abogado de profesión era hijo de Bernardino Valle y Gracia, alcalde de Las Palmas de Gran Canaria y diputado por la provincia de Las Palmas; y nieto de Bernardino Valle Chinestra, compositor y director de orquesta. Además su hermano Luis Valle Benítez fue también un importante futbolista que llegó a ser internacional y con el que coincidió en el Olympique de Niza.

## Trayectoria
Nacido en Las Palmas de Gran Canaria se traslada junto a su familia a Madrid al conseguir su padre un escaño en las elecciones a Cortes Constituyentes del 28 de junio de 1931. Allí comienza sus estudios de derecho con ayuda de los ingresos de su hermano Luis Valle Benítez que por aquel entonces jugaba en el Real Madrid. Al estallar la guerra civil tuvo que exiliarse a Francia con su familia, dada la condición de diputado socialista republicano de su padre. En el país galo ficha junto a su hermano por el Olympique de Niza en 1937, coincidiendo además en este club con Ricardo Zamora y José Samitier. En el Niza permaneció once temporadas consiguiendo 89 goles en 112 partidos en la Ligue 2, 25 goles en 35 partidos en la Copa, 97 goles en 117 partidos en campeonatos durante la Segunda Guerra Mundial y 128 goles en 143 partidos amistosos. En total 339 goles en 407 partidos lo que le convierte en el máximo goleador de la historia del Olympique de Niza. En 1948 regresó a España para fichar en el RCD Español donde jugó un año en Primera División, aunque con poca participación.

## Clubes
| Club              | País    | Temporada   |
| ----------------- | ------- | ----------- |
| Olympique de Niza | Francia | 1937 - 1948 |
| RCD Español       | España  | 1948 - 1949 |

## Palmarés

### Campeonatos nacionales
| Título  | Club              | País    | Año  |
| ------- | ----------------- | ------- | ---- |
| Ligue 2 | Olympique de Niza | Francia | 1948 |